# John Fryer (Seeoffizier)

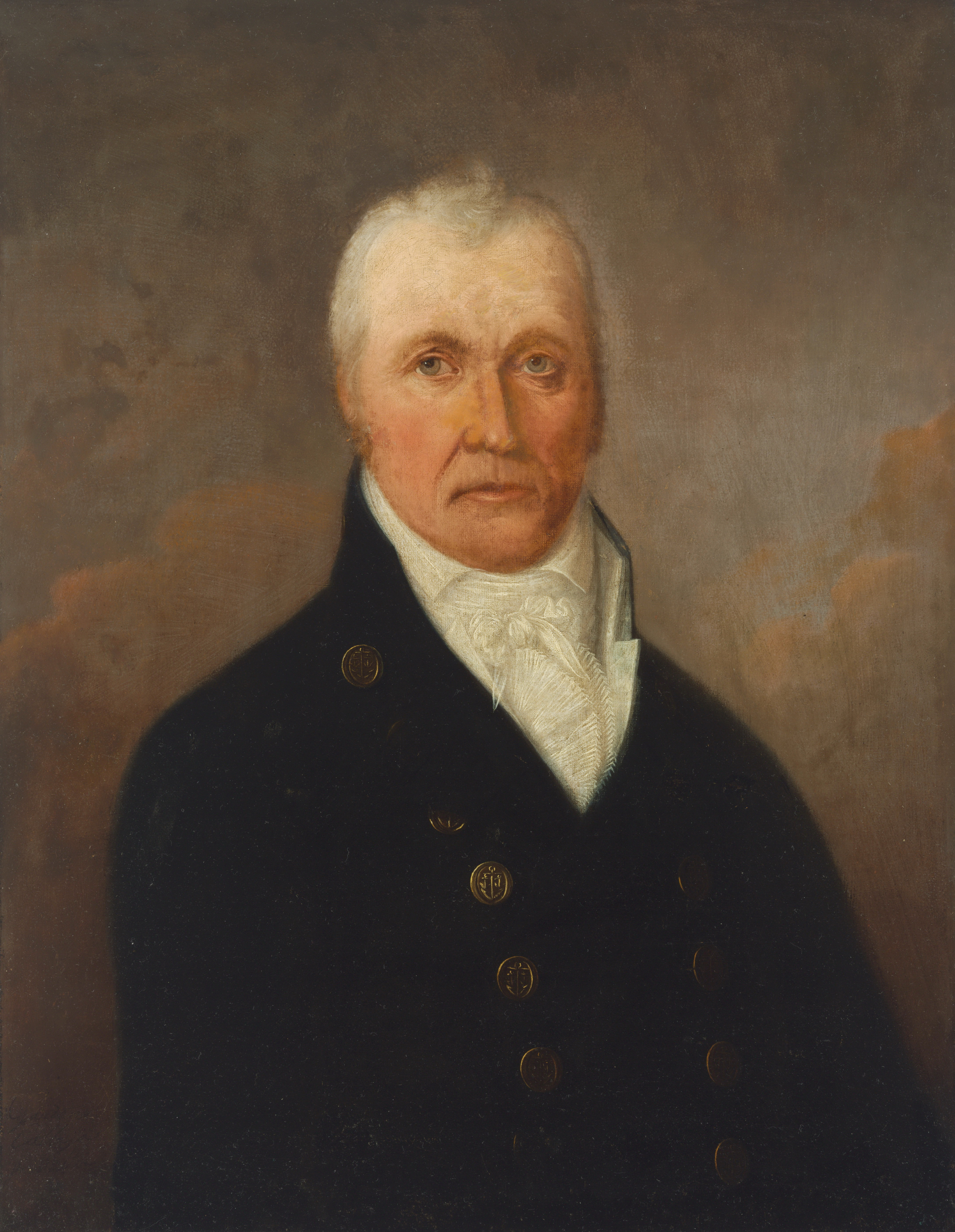
John Fryer in der Uniform eines Steuermanns (Master) der Royal Navy. Staatsbibliothek von New South Wales.

John Fryer (* 15. August 1753 in Wells-next-the-Sea, England; † 26. Mai 1817 ebenda) war ein britischer Seeoffizier und von 1787 bis 1789 der Steuermann des durch die Meuterei bekanntgewordenen Segelschiffs Bounty.

## Herkunft und Familie
Fryer blieb Zeit seines Lebens mit seinem Geburtsort Wells-next-the-Sea in Norfolk verbunden. Seine erste Ehefrau Anne (née Sporne) wurde hier am 25. August 1784 auf dem Friedhof der Pfarrkirche St. Nicholas im Alter von 26 Jahren bestattet, vermutlich nachdem sie im Kindbett gestorben war. Zuvor war die Tochter Sarah Ann am 28. Februar 1784 bestattet worden.
Seine zweite Frau wurde Mary (née Tinkler), die er ebenfalls hier am 2. August 1787 heiratete, nur wenige Wochen bevor er mit der Bounty in See gegangen war. Während seiner Abwesenheit wurde ihm ein Sohn geboren, der noch an seinem Geburtstag in seinem Elternhaus getauft und am 14. Mai 1788 in die Kirchengemeinde von St. Nicholas aufgenommen wurde. Auf ihn folgten noch fünf Töchter. Der Sohn starb als junger Seeoffizier und die Ehefrau wurde am 25. Januar 1807 bestattet. Nach seinem eigenen Tod wurde Fryer nebst ihr bestattet. Der originale Grabstein ist inzwischen im Kirchengebäude aufgestellt, während seine Grabstelle mit einem neuen markiert ist. Die Tochter Mary Ann Gamble verfasste später einen kurzen Lebenslauf über ihren Vater.
1. Harrison Fryer (* 23. April 1788 in Wells, get. 23. April 1788 ebd.; † 18. Januar 1804).
2. Mary Ann Fryer (* 1791 in Chatham; † 8. Juni 1865 in Little Walsingham); ⚭ 1818 mit William Gamble.
3. Sarah Fryer (* 19. Mai 1793 in Wells, get. 27. Mai 1793 ebd.).
4. Maria Fryer (* 15. Januar 1799 in Portsea, get. 28. Januar 1800 in Wells; best. 9. Mai 1813 in Wells).
5. Susanna Fryer (* 23. April 1802 in Wells, get. 24. April 1802 ebd.; best. 30. Dezember 1808 in Wells).
6. Elizabeth Fryer (* 4. August 1804 in Wells, get. 6. August 1804 ebd.; best. 20. Januar 1820 in Wells).

## Die Bounty-Expedition

### Auf der Bounty
Wann Fryer in den Dienst der königlichen Marine trat ist unbekannt. Am 10. Januar 1781 wurde ihm die Eignung zum Steuermann (Coxwain) dritten Grades patentiert, dem mit der Schiffsführung und Navigation betrauten wichtigsten Funktionsposten (Sailing Master) in der Segelschifffahrt, auf dem er bis zu seinem Karriereende auf verschiedenen Schiffen eingesetzt war, zuletzt im höchsten Grad. Ob er jemals eine Offizierslaufbahn angestrebt hatte, ist unklar, jedenfalls ist nicht bekannt, dass er je eine Prüfung für ein Offizierspatent abgelegt hätte. Bevor er im Sommer 1787 auf die HMS Bounty abkommandiert wurde, hatte er nie länger als sechs Monate außer Dienst gestanden, wenngleich nur Einsätze auf zwei Schiffen von 1781 bis 1783 seine einzigen bekannten Verwendungen darstellen. Am 20. August 1787 trug er sich in Deptford im Alter von 35 Jahren in die Musterungsrolle der Bounty ein, die an jenem Tag von dem kommandierenden Offizier Lt. William Bligh eröffnet wurde. Wenige Tage später trug sich auch sein junger Schwager Robert Tinkler in die Musterrolle ein, der als Kabinenjunge des Kommandanten seine erste Seefahrt bestreiten wollte. Ab dem 9. Oktober 1787 steuerte Fryer die Bounty von dem Long Reach bei Dartford die Themse hinab und nahm am 20. Oktober in Gravesend Bligh an Bord. Nach der Passage der Downs in stürmischer See ging das Schiff am Abend des 4. November im Spithead vor dem Hafen von Portsmouth vor Anker. In einem hier am folgenden Tag an Sir Joseph Banks adressierten Brief äußerte sich Bligh lobend über seinen Steuermann, dem in den folgenden Wochen der Ankerzeit allerdings auch rheumatische Beschwerden plagten. Am 23. Dezember stach die Bounty zu ihrer Mission, die Brotfrucht von Tahiti nach Jamaika zu transportieren, in See.
Schon zu Beginn der Fahrt war Fryers Aufgabenfeld an Bord auf die Schiffsführung und reine Stellvertretung des Kommandanten beschränkt. Da die Navigation von dem erfahrenen Bligh persönlich übernommen wurde, war er für diese Tätigkeit entbehrlich. In der am 11. Januar 1788 etablierten Wacheinteilung wurde ihm die Führung der ersten Wache übertragen, die von 20:00 Uhr bis Mitternacht den Dienst an Deck zu versehen hatte. Ihm in der Schiffshierarchie unmittelbar unterstellt waren die zwei Steuermannsmaate Fletcher Christian und William Elphinstone. Ersterer war nach vorangegangenen gemeinsamen Fahrten in der Handelsmarine ein persönlicher Freund Blighs, welcher damit die am 2. März vorgenommene Ernennung Christians zum neuen Stellvertreter des Kommandanten (Acting-Lieutenant) begründete. Dem noch jungen Christian sollte damit eine Chance zur Bewährung in der Schiffsführung eingeräumt werden, mit der er sich für eine zukünftige Offizierslaufbahn empfehlen konnte. Wie die damit einhergehende Zurücksetzung von dem fast fünfzehn Jahre älteren Fryer aufgenommen wurde, ist nicht bekannt. Nach eigenem Bekunden hatte er bis zur Meuterei ein freundschaftliches Verhältnis zu Christian gepflegt.
Fryer schien das Vertrauen der Mannschaft genossen zu haben. Als noch im Südatlantik Unmut über die vom Kommandanten angeordnete Rationierung des Proviants aufgekommen war, votierten die Matrosen für Fryer, der die Einteilung und Wiegung der Rationen überwachen sollte, worauf Bligh mit einem Wutausbruch reagierte. Sein Wort als Kommandant sei über jeden Zweifel erhaben und vertrauenswürdig, weshalb die Mannschaft das Abwägen der Rationierung durch ihn zu akzeptieren habe. Jedem, der zukünftig daran einen Zweifel hege, drohte er wegen aufrührerischen Verhaltens eine Bestrafung durch Auspeitschung an. Im weiteren Verlauf der Fahrt verschlechterte sich das Verhältnis zwischen Bligh und Fryer. Als die Bounty im Spätjahr 1788 bereits im Südpazifik segelte, haben beide nach der Beobachtung des Bootsmannsmaats James Morrison die gegenseitige Kommunikation auf das Nötigste reduziert und sich in ihren Kabinen eingeschlossen. Als am 9. Oktober Bligh die Rechnungsbücher des Bootsmannes und des Zimmermannes sowie die Logbucheintragungen der beiden vorangegangenen Monate mit seiner Unterschrift beglaubigte und diese darauf Fryer zur Gegenzeichnung vorlegen ließ, verlangte dieser zuvor einen Vermerk zu seiner tadellosen Pflichterfüllung im Dienst, der von Bligh aber verweigert wurde. Als darauf Fryer seine Unterschrift verweigerte, ließ Bligh die Besatzung an Deck antreten und die Bestimmungen des britischen Seekriegsrechts (Articles of War) verlesen, womit er Fryer („this troublesome Man“) eine meuterische Handlung bei einem fortgesetzten Widerstand unterstellte. Daraufhin unterzeichnete Fryer die Bücher, allerdings nur in Betonung auf die Gehorsamspflicht gegenüber den Befehlen des Kommandanten und dass seine Unterschrift später widerrufen werden könne. Dieser letzte Zusatz war von Morrison bemerkt, aber von Bligh übergangen wurden. Am 25. Oktober ging die Bounty in der Matavai-Bucht vor Tahiti vor Anker.
Am 14. Januar 1789 will Bligh eine Schlägerei zwischen zwei einheimischen Frauen beobachtet haben („a laughable Scene“), von denen die eine seinen Steuermann als Ehemann beansprucht und ihn beim „Ehebruch“ mit der Anderen ertappt habe. Diese Erzählung basiert einzig auf seiner Beobachtung und wird von keinem anderen Beteiligten bestätigt. Von ihm wurde sie sowohl im Logbuch notiert, als auch in seinem später veröffentlichten Narrativ verbreitet, womit er Fryer öffentlich eine Vernachlässigung der ehelichen Treue auf dieser Seereise unterstellte, hatte dieser doch wenige Wochen vor deren Beginn tatsächlich seine zweite Ehefrau geheiratet.
Zwei Wochen nach der Abfahrt von Tahiti führten Fryer und Christian am 26. April 1789 auf der Barkasse einen bewaffneten Landungstrupp auf die Insel Nomuka („Anamoka“), um mit den dortigen Einheimischen Tauschhandel zu treiben und Holz zu schlagen. Doch die Verhandlungen verliefen negativ, bei einem zunehmend aggressiveren Auftreten der Einheimischen. Nach eigener Erzählung entging Fryer nur durch eine Warnung des Matrosen Matthew Quintal einer Attacke aus dem Hinterhalt, worauf sich die Truppe weiter von den Einheimischen bedrängt zum Landungsboot zurückzog und zur Bounty zurückkehrte. Dabei wurde ihnen der Bootsanker gestohlen.

### Meuterei
Am folgenden Tag um 20:00 Uhr südlich von Tofua übernahm die von Fryer geführte erste Wache den Dienst an Deck. Um Mitternacht auf den 28. April wurde sie von der von Kanonier William Peckover geführten zweiten Wache abgelöst, worauf sich Fryer in seiner Kabine unter dem Achterdeck schlafen legte. Kurz nach fünf Uhr wurde er hier von den mit Entermessern bewaffneten Matrosen Quintal und John Sumner geweckt, die ihm die Absetzung Blighs als Kommandant durch Fletcher Christian mitteilten. Kurz darauf erschien Corporal Charles Churchill, der sich zweier Pistolen und des Schlüssels zur Waffenkiste bemächtigte. Durch die Kabinentür konnte der Steuermann sehen, wie Bligh laut protestierend und mit den Händen auf den Rücken gefesselt, den Deckaufstieg hinaufgeführt wurde. In seiner Kabine versuchte Fryer seine zwei Bewacher erfolglos zur Aufgabe zu bewegen. Von ihnen erfuhr er die Intention Christians, Bligh mit dessen Sekretär John Samuel und den Fähnrichen John Hallett und Thomas Hayward auf dem Beiboot der Bounty auszusetzen. Nach einem Wortwechsel erreichte er die Erlaubnis an Deck gehen zu dürfen, um dort persönlich mit Christian sprechen zu können.
Auf das Achterdeck geleitet, fand Fryer hier den am Besanmast festgehaltenen Bligh und Christian vor, der sichtlich darin bemüht war, die Kontrolle über die aufgewühlte Situation auf dem Hauptdeck zu behalten, auf dem nahezu die gesamte meuternde Mannschaft versammelt war, unter deren lautstarken Nötigungen der Bootsmann William Cole und andere Loyalisten damit beschäftigt waren, das Beiboot zur Wasserung klarzumachen. Auf Christian einredend, versuchte er diesen zur Aufgabe seines Vorhabens zu bewegen, doch erwiderte der Steuermannsmaat dazu nur, dass es dafür nun zu spät sei. Darauf suchte Fryer das Gespräch mit Bligh, mit dem er sich darauf verständigte, dass so viele Loyalisten wie möglich versuchen sollten an Bord zu bleiben, um eine Rückeroberung des Schiffes zu einem späteren Zeitpunkt zu unternehmen. Da die Meuterer das kleine Beiboot klarmachten, das nur wenige Männer aufnehmen konnte, erschien dieses Vorhaben aussichtsreich. Auch sollte Fryer auf den wankelmütig erscheinenden Bewacher Isaac Martin einreden, um ihn zu einem Seitenwechsel zu bewegen. Doch wurde dies von Christian gehört, der darauf das Bajonett gegen Fryer richtend („If you advance an inch further, I’ll run you through.“), diesem jedes weitere Wort verbot und ihn zurück in seine Kabine befahl, worauf er von seinen Bewachern wieder unter das Achterdeck geführt wurde. Auf dem Weg versuchte er den Bootsmannsmaat Morrison anzusprechen, der sich als loyal zu erkennen gab, aber resignierend bei der Klarmachung des Beibootes half.
Wieder unter Deck versuchte Fryer noch einmal vergeblich einen seiner Bewacher, John Millward, zum Seitenwechsel zu bewegen. Allerdings konnte er mit dem hier festgehaltenen Kanonier Peckover und dem Botaniker David Nelson ins Gespräch kommen, denen er seine Absicht zum Verbleib auf dem Schiff mitteilte. Peckover äußerte Bedenken, da ein Verbleib als Solidarisierung mit den Meuterern ausgelegt werden könnte, doch Fryer widersprach, da die Loyalisten nur so die Chance auf eine Rückeroberung des Schiffes wahren könnten. Er bemerkte, dass der Diener John Smith genötigt wurde die Meuterer mit Rum zu bedienen, womit er die Hoffnung verband, diese überwältigen zu können, sobald sie betrunken genug waren.
Doch parallel dazu hatte sich an Deck Christian doch dazu entschieden, die größere Barkasse klarzumachen, auf der die meisten Loyalisten ausgesetzt werden sollten, um die Schiffsübernahme damit abzusichern. Fryer mutmaßte später, dass diese Entscheidung durch seine Konspiration mit Peckover und Nelson beeinflusst worden war, die der mithörende Meuterer Henry Hillbrant an Christian verraten habe. Allerdings hatte an Deck auch Bootsmann Cole gegenüber Christian darauf insistiert, dass die Auszusetzenden eine größere Überlebenschance auf der Barkasse hätten.
Nachdem die Barkasse abgefiert war, wurden die Loyalisten nacheinander zum Umstieg genötigt. Zusammen mit Bligh wurde Fryer als letztes in die Barkasse gezwungen, wobei er noch einmal vergeblich auf Christian einzureden versuchte. Er erreichte nur, dass sein Schwager Tinkler mit ihm von Bord gehen durfte, den Churchill zunächst zum Verbleib zwingen wollte. Die Mitnahme seines persönlichen Logbuchs und seines Quadranten wurde ihm verwehrt. Nachdem seine eigene Taschenuhr einige Tage zuvor funktionsunfähig geworden war, hatte Fryer jene von Fähnrich Peter Heywood getragen, was allerdings Churchill wusste und ihn deshalb zur Herausgabe dieses für die Navigation nützlichen Instruments zwang.
In allen späteren Zeugenaussagen erscheint Fryer als einziger Angehöriger der Schiffsführung, der einen Willen zum aktiven Widerstand gegen die Meuterei zu erkennen gab. Doch hatte dies nicht ausgereicht, um die anderen Loyalisten zur Erhebung gegen die inzwischen mit Musketen und Pistolen bewaffneten Meuterer zu bewegen.

### Fahrt nach Batavia
Nachdem sich die insgesamt neunzehn Ausgesetzten achtern zur Bounty abgesetzt hatten, steuerten sie das nahe Tofua an, wo sie am 30. April an deren Nordwestseite die Barkasse am Strand vertäuten. Fryer verzichtete darauf mit an Land zu gehen, da er als Nichtschwimmer die starke Brandung nicht bewältigen konnte. Doch von den Einheimischen attackiert, mussten sie am 3. Mai zurück auf die See flüchten, wobei der Rudergänger John Norton getötet wurde. Darauf nahmen die Ausgesetzten die entbehrungsreiche Fahrt nach Niederländisch-Indien auf, dem nächsten Hafen der europäischen Zivilisation. Beschrieben wurde diese Fahrt vornehmlich in der 1792 von Bligh veröffentlichen Erzählung, naturgemäß aus seiner Wahrnehmung heraus. Doch existiert mit den nachträglich von Fryer getätigten Aufzeichnungen eine alternative Erzählung, in welcher der Steuermann vor allem die persönlichen Angriffe Blighs gegen sich und andere Personen entgegnen und auch die Verdienste seiner Kameraden bei ihrer Rettung herauszustellen beabsichtigte, für die sich Bligh in seinem Bericht als alleinverantwortlich zeichnete.
Nach der Erzählung des Steuermannes habe Bligh nach der Flucht von Tofua zuerst beabsichtigt, Tongatapu („Tongataboo“) anzusteuern. Doch habe Bootsmann Cole dagegen insistiert, der eher das Risiko einer Fahrt über das offene Meer nach Neu-Holland zu wagen bereit war, da er die Eingeborenen auf Tongatapu für nicht weniger gefährlich hielt wie jene auf Tofua. Nach vorangegangenen Fahrten mit Kapitän James Cook habe Kanonier Peckover über entsprechende Ortskenntnisse verfügt und Fähnrich Hallett hatte ein Buch mit Längen- und Breitengraden von der Bounty mitnehmen können, dem die Koordinaten der Häfen und Küstenlinien von Neu-Holland und Niederländisch-Indien zu entnehmen waren, nach denen mittels des von den Meuterern überlassenen Sextanten navigiert werden konnte. So habe die Fahrt der Barkasse begonnen, in der ihre Insassen für fast eineinhalb Monate Hunger, Durst, Schlafmangel und Todesangst litten. Auf Kurs wurden sie am Ruder abwechselnd von Bligh, Fryer und Cole gehalten.
Diese gemeinsame Erfahrung hatte allerdings nicht zu einer Überwindung der gegenseitigen Animositäten zwischen einigen Besatzungsmitgliedern zu Bligh geführt, die bereits vor der Meuterei bestanden und sich vor allem an der Frage ihrer Ursache auf der Barkasse fortgesetzt haben. Bligh vertrat die Auffassung, dass allein die Vorzüge des sittenlosen, undisziplinierten Lebens auf Tahiti ursächlich für die Meuterei gewesen sei. Schon als die Ausgesetzten am 29. Mai auf einer kleinen, dem australischen Kontinent vorgelagerten Insel (Restoration Island, Ma’alpiku-Island-Nationalpark), erstmals wieder an Land gehen und durch Vogelfang und Muschelsammeln ihren Proviant etwas auffüllen konnten, begannen sich die Spannungen zu lösen. Cole und Peckover äußerten ihren Unmut über die offen zu Tage tretende Geringschätzung Blighs für seine Untergebenen. Am folgenden Tag beschwerten sich Fryer und Zimmermann William Purcell über die vom Kommandanten vorgenommene Rationierung des Proviants, wofür sie von diesem als undankbare Unruhestifter beschrieben wurden. Nach der Einschätzung Blighs hatten sich zu diesem Zeitpunkt die Insassen der Barkasse in zwei Parteien gespalten, von denen jene gegen ihn gerichtete von Fryer und Purcell angeführt wurde.
Beim Muschelsammeln auf einer kleinen Insel („Sunday Island“ bei Cape Grenville) am 31. Mai eskalierte diese Situation, als Purcell einen offenen Streit mit Bligh wagte, dessen miserable Menschenführung er mitverantwortlich für die Meuterei machte, die sie in diese lebensbedrohliche Lage beführt habe. Bligh hielt bereits ein Entermesser in der Hand. Nach eigener Darstellung habe sich Fryer schlichtend zwischen beide stellen wollen, doch sei er danach von Bligh der Komplizenschaft mit dem meuterischen Purcell bezichtigt wurden. Auch während der Fahrt durch die Arafurasee und Timorsee kam es zu wiederholten Querelen zwischen den drei, die auch nach ihrer Ankunft in Kupang („we were all skeletons“) am 14. Juni nicht enden wollten. Am 8. Juli geriet Fryer hier erneut mit Bligh in einen Wortwechsel, nachdem er sich fiebergeschwächt geweigert hatte, die Arbeit des Zimmermanns an dem erworbenen Schoner Resource zu beaufsichtigen. Dabei warf er dem Kommandanten vor, von ihm seit geraumer Zeit zu Äußerungen und Handlungen provoziert zu werden, für die er juristisch belangt werden könne. Dazu kam es am 15. September in Surabaya auf Java, als Fryer dem wütenden Bligh eine Auskunft über den Zustand der dienstunfähigen Hallet und Elphinstone verweigerte und statt seiner auf die Zuständigkeit des Schiffsarztes verwies, der festzustellen habe, ob die beiden erkrankt oder betrunken seien. Für Bligh reichte das aus, um Fryer einer meuterischen Handlung zu bezichtigen und ihn zusammen mit dem ihm beistehenden Purcell vom örtlichen niederländischen Kommandanten in Haft nehmen zu lassen. Unter der Erpressung, sie hier zurückzulassen, musste sich Fryer gegenüber Bligh verpflichten, jedwede Verleumdung seiner Person und Unterstellung einer angeblichen Mitverantwortung bezüglich der Meuterei gegenüber offiziellen Stellen in England zu unterlassen. Im Gegenzug wurde er am 18. September formell aus der Haft entlassen und Bligh wollte auf weitere juristische Schritte gegen ihn verzichten, wohl auch um zu vermeiden, dass er vor der Admiralität einige unvorteilhafte Aussagen gegen den Kommandanten tätigen könnte. Dies galt allerdings nicht für Purcell, der weiterhin als Gefangener galt, gegen den Bligh in der Heimat ein Kriegsgericht anzustrengen beabsichtigte.
Die weitere Fahrt bis Batavia, das sie am 1. Oktober erreichten, verlief nun ohne weitere Störungen. Hier hatte Fryer die Gelegenheit einen Brief an seine Frau mit einer kurzen Beschreibung der Ereignisse zu adressieren, den er mit einem vorausfahrenden Postschiff versandte. Bligh ging hier am 16. Oktober auf einem niederländischen Schiff in See, zuvor die Führung der verbliebenen Männer an Fryer übergebend.

### Zurück in England
Am 26. November 1789 versandte Fryer einen Brief adressiert an Bligh, indem er ihn vom Tod von Elphinstone und Peter Linkletter informierte. Am Tag darauf trat er mit Purcell und Tinkler auf der Dordwijk (VOC) die Heimreise an, mit der sie am 13. Februar 1790 die Tafelbucht erreichten. Hier wurde er von Lt. Edward Riou zum Steuermann der HMS Guardian ernannt, die seit einer Havarie mit einem Eisberg hier schwer beschädigt lag. Er sollte dabei helfen, das Schiff wieder seetauglich zu machen, doch im April wurde es in einem Sturm an die Küste gedrückt, so dass es nicht mehr zu retten war. Daraufhin setzten Fryer und seine Begleiter im Mai die Heimreise auf der Dortwyk fort und erreichten am 25. September 1790 das holländische Goeree. Zu Oktoberbeginn setzten sie auf der Prince of Orange nach Harwich über.
Am 22. Oktober 1790 tätigte Fryer auf der HMS Royal William im Spithead seine Aussage im Prozess gegen Purcell, der mit einer Rüge davonkam. Noch im selben Jahr versah er wieder den Dienst als Steuermann auf einem Schiff. Nachdem im Frühjahr 1792 die überlebenden Bounty-Seemänner mit der HMS Pandora in die Heimat zurückgekehrt waren, war Fryer im September desselben Jahres in Portsmouth einer der wichtigsten Zeugen der Anklage im folgenden Kriegsgericht. Dabei sagte er entlastend vor allem für Fähnrich Peter Heywood und Bootsmannsmaat James Morrison aus.
Wie auf Java versprochen, hatte Fryer in seinen Aussagen vor Gericht jegliche Bemerkung zur Rolle Blighs in der Meuterei und der Ausübung dessen Kommandos verzichtet. Doch ist er nicht stumm geblieben, wahrscheinlich unter dem Eindruck der Veröffentlichung von Blighs Narrativ im Jahr 1792, das auch Angriffe auf seinen Charakter enthielt und in dem sich der Kommandant vorteilhaft selbst inszenierte. Er gehörte zu jenen Beteiligten, die dem Juristen Edward Christian bereitwillig Auskunft für dessen Anhang zu den 1794 veröffentlichen Prozessprotokollen gab, in dem zur Ehrenrettung für seinen Bruder das Augenmerk auf das Verhältnis Blighs zu seinen Untergebenen gerichtet ist. Er gehörte auch zu jenen Zeugen, die auf eine eidesstattliche Korrektur ihrer Angaben zugunsten Blighs Antwortschreiben verzichteten.
Auch entschloss sich Fryer zur Abfassung einer eigenen Gegendarstellung zu Blighs Narrativ. Da er sein persönliches Logbuch während der Meuterei verloren und Bligh ihm eine Abschrift dessen Aufzeichnungen in Kupang verwehrt hatte, musste er seine Darstellung aus der Erinnerung heraus niederschreiben. Vermutlich deshalb blieb sein Werk unfertig, erhielt keine redaktionelle Bearbeitung und wurde Zeit seines Lebens auch nicht veröffentlicht. Die auf achtundvierzig erhaltenen handschriftlich beschriebenen Seiten wiedergegebene Erzählung beginnt mit der Anlandung auf Nomuka am 25. April 1789, zeichnet die Meuterei am 28. April 1789 nach und konzentriert sich danach hauptsächlich auf die anschließende Fahrt auf der Barkasse bis nach Kupang, wo sie kurz nach der Ankunft abbricht. Das Originalmanuskript wurde am 25. Juli 1932 in London für 255 Pfund von der Mitchell Library (Staatsbibliothek von New South Wales) ersteigert und wird seither im australischen Sydney verwahrt.

## Spätere Karriere
Als Steuermann der HMS Inconstant (36 Kanonen) nahm Fryer am 13. März 1795 an der Seeschlacht von Genua teil. Noch im selben Jahr diente er auf der HMS St George (98) und im Jahr darauf auf der HMS Britannia (100). 1800 folgte ein Einsatz auf der HMS Royal George (100), bevor er am 2. April 1801 auf dem Flaggschiff von Admiral Sir Hyde Parker, der HMS London (90), an der Seeschlacht von Kopenhagen teilnahm. Sein Sohn war dabei als Fähnrich auf dem Flaggschiff von Lord Nelson, der HMS Elephant, und sein Schwager Tinkler als Leutnant auf der HMS Isis eingesetzt.
Bis zu seinem Ruhestand am 6. April 1812 diente Fryer noch auf weiteren Schiffen, bei einigen kleineren Typs auch unter eigenem Kommando (Master and Commander).

## In der Populärkultur
Im Film Meuterei auf der Bounty aus dem Jahr 1935 übernahm DeWitt Jennings die Rolle des John Fryer. Im gleichnamigen Film Meuterei auf der Bounty aus dem Jahr 1962 war der Ire Eddie Byrne in der Rolle des Fryer zu sehen. In der Verfilmung der Geschichte aus dem Jahr 1984 unter dem Titel Die Bounty wurde Fryer von Daniel Day-Lewis verkörpert.

## Erlebnisberichte
- Bligh, William, A voyage to the South sea, undertaken by command of His Majesty, for the purpose of conveying the bread-fruit tree to the West Indies, in His Majesty’s ship the Bounty, commanded by Lieutenant William Bligh. London 1792.
- Morrison, James, Mutiny and Aftermath: James Morrison’s Account of the Mutiny on the Bounty and the Island of Tahiti. Hrsg. von Vanessa Smith, Nicholas Thomas. University of Hawaiʻi Press 2013.